# Bartolomé Barba Hernández
Bartolomé Barba Hernández (Madrid, 1895 - 5 de gener de 1967) fou un militar espanyol.

## Biografia
Durant la Dictadura de Primo de Rivera fou delegat governatiu. Durant la Segona República Espanyola fou cap d'estat major i es va fer famós per haver atribuït a Manuel Azaña la frase ¡Tiros a la barriga! durant els fets de Casas Viejas, després dels quals va ser destituït. Des del 1934 participà en les activitats conspiratòries de la Unión Militar Española, que durien a la Guerra Civil espanyola. Dirigí la sublevació a València i fou amic personal de Francisco Franco.
Del desembre de 1945 al juny de 1947 fou nomenat governador civil de Barcelona en substitució d'Antonio de Correa y Veglison. Va autoritzar que l'Orfeó Català tornés a actuar i va legalitzar novament el Sometent per tal de disposar d'una milícia civil a les comarques per lluitar contra els maquis. La vaga de Manresa de 1946 va posar en dubte el seu prestigi, i després de la celebració de l'entronització de la Mare de Déu de Montserrat de 1947 fou destituït.

## Obres
- Dos años al frente del Gobierno Civil de Barcelona y varios ensayos. Madrid: Javier Morata, 1948.